# 米歇尔·内伊
米歇尔·内伊（法語：Michel Ney，1769年1月10日—1815年12月7日），埃尔欣根公爵，莫斯科亲王，被称为Le Rougeaud（红脸子）和le Brave des Braves（勇士中的勇士），法国军人，法国大革命和拿破仑战争期间的帝國元帥，拿破仑一世麾下的18名元帅之一。

## 早年

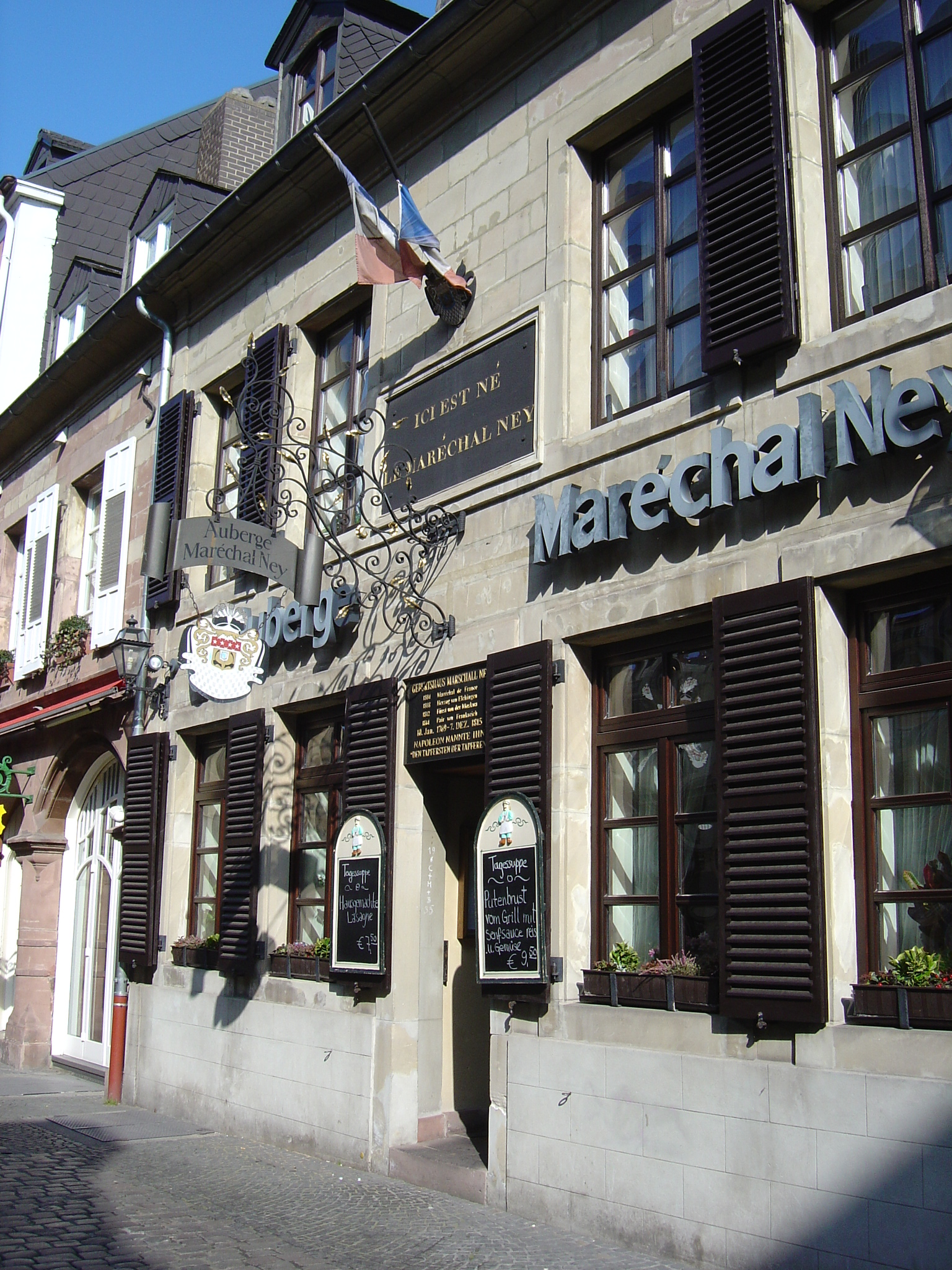
米歇尔·内伊诞生地萨尔路易县

内伊生于近法国边境的德国萨尔州城镇萨尔路易，父亲皮埃尔·内伊是一名啤酒桶修理厂主，米歇尔·内伊是二儿子，在奧古斯丁學院（Collège des Augustins）就讀，毕业后成为一个公证员，然后巡察地雷和铸造。内伊作为公务员并不适合，1787年他入伍第五骑兵团。

## 法国大革命战争
在波旁君主制下，法軍中尉的軍銜僅限於有四代貴族的軍官。但1787年进入輕骑兵团后，内伊得到迅速提拔。從1792年至1794年他在北方軍團服役，期間擔任拉瓦什將軍的副官，拉瓦什對其評價為:“積極且勇敢的戰術執行者”。內伊參加瓦爾密戰役、内尔温登以及其他战斗。1792年9月君主制废除後，內伊於10月被任命为中尉，1794年4月12日升为上尉。其他軍官形容內伊是一個“不知疲倦的人”，而內伊的部下則稱其為“Le Rougeaud”，意即“紅臉子”。
6月转入桑布尔-默兹省军团，在美因茨包围战中肩部受伤。1796年8月被授予准将军衔（général de brigade），指挥对德国战线骑兵军团。1797年4月17日内伊率领一支骑兵攻击奥地利重装枪骑兵（lancers）试图抢夺法国大炮，奥地利重骑兵反击，内伊的骑兵被打回来，内伊落马被俘，5月8日通过換俘，他回到军队。在貝爾納多特將軍的推薦下，内伊於1799年3月晉升为少将（géneral de division）師長，1799年在多瑙河-瑞士军团指挥轻骑兵，在温特瑟尔之战被打伤大腿和手腕。1800年转入莫罗将军的莱茵军团，於同年12月的霍恩林登战役（Hohenlinden）中大放異彩，也使得他獲得時任第一執政的拿破崙注意。1802年9月任驻瑞士军队总司令兼大使。拿破崙於巴黎接見內伊，並賦予他一項任務:將調解法案強加於瑞士，內伊完美地執行了這一任務，瓦解了海爾維第共和國。內伊迎娶了拿破崙繼女奧坦絲的朋友—阿格萊·路易絲(Aglaé Louise)。得以擠身未來皇室的核心圈。

## 拿破仑战争生涯

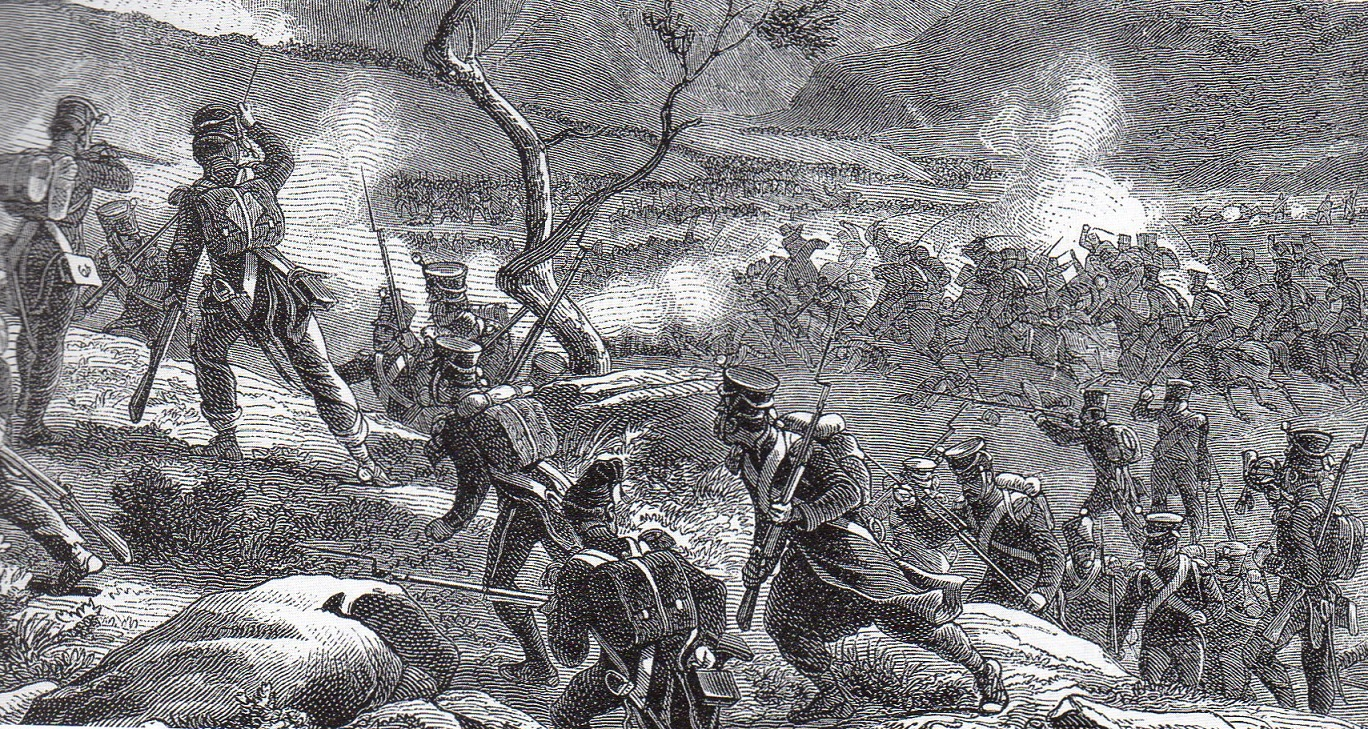
內伊在雷迪尼亞戰役中以少量部隊戰勝了威靈頓公爵的英軍

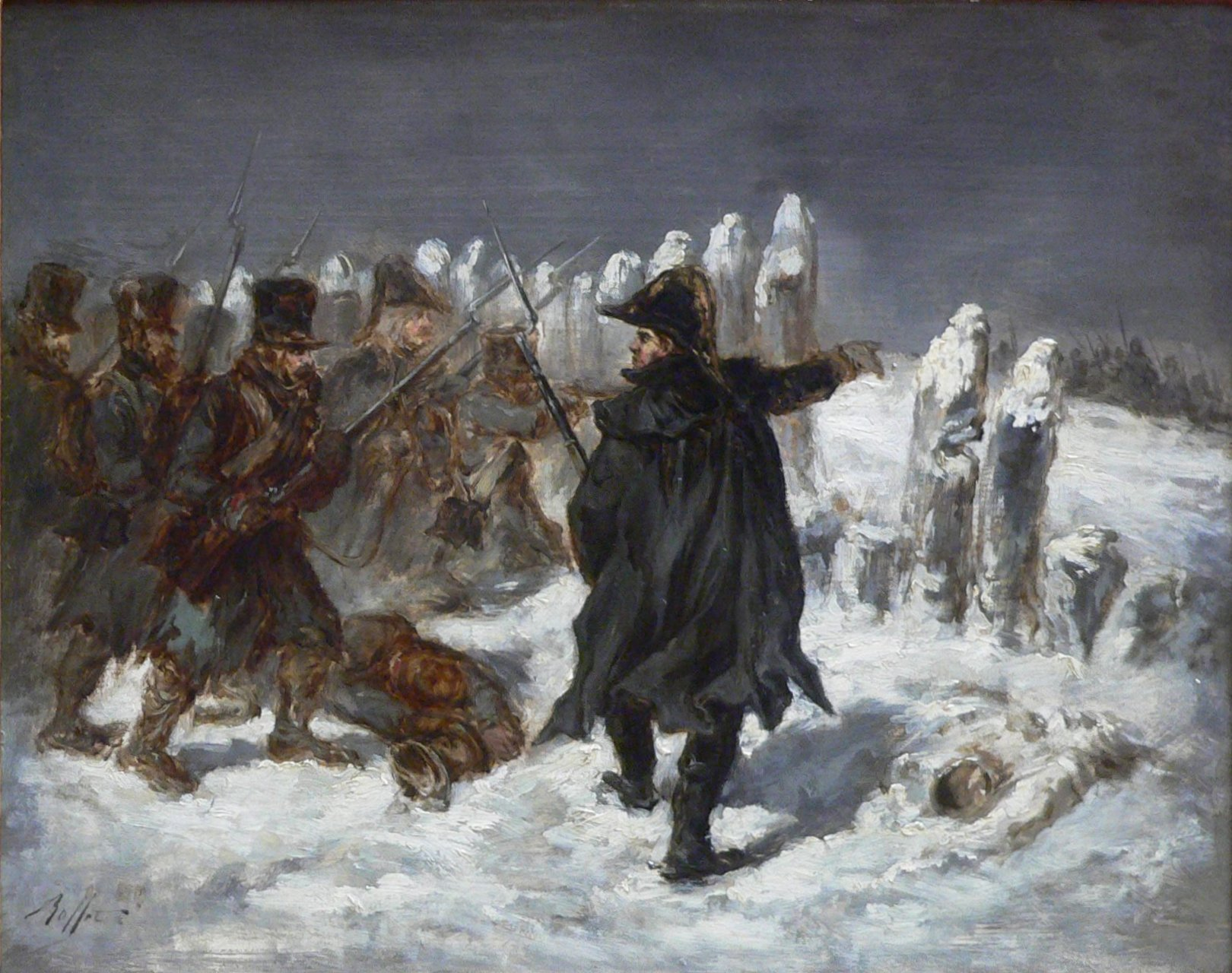
内伊在科夫諾战役中

拿破崙稱帝後，內伊於1804年5月19日获法国元帅权杖。1805年8月内伊指挥第六军团参加第二次法奥战争，期間內伊身邊的參謀是瑞士軍官若米尼上校，日後內伊協助若米尼出版了軍事思想著作。在若米尼幫助下，內伊得以在埃尔兴根戰役大獲全勝。
同年11月从奥地利约翰大公手中攻占因斯布鲁克。內伊於1806年参與耶拿战役，他擅自率軍衝向普軍陣線，險些被普軍包圍，後在拉納的救援下才得以解圍。拿破崙氣得罵道:“就連一個鼓隊樂手都比內伊還懂得當士兵!”
內伊在耶拿戰役中展現了他是一個無畏的戰術執行者，然而他卻時常無視拿破崙的指令，日後將成為其最大致命傷。
1807年2月8日寒冬的埃劳战役中，因受到風雪的延誤，内伊直到夜幕降臨才抵達戰場，他的增援挽救了拿破仑的战败，使战斗结束时战平。6月14日的弗里德兰战役中，內伊担任主攻的右翼直撲俄军，將俄軍左翼徹底擊潰。儘管有著若干缺點，內伊仍證明其是一個優秀的戰術執行者。
1808年6月6日，内伊被封为埃尔欣根公爵（Duke of Elchingen）。半島戰爭期間，內伊被派到西班牙指挥第六军团，赢得了不少小型胜利。1810年在马塞纳元帅手下转战葡萄牙，在從葡萄牙撤退中表現出色，多次指揮優秀的後衛戰（如:蓬巴爾戰役、雷迪尼亞戰役、卡薩爾諾夫戰役）。期間內伊相當不服氣要在馬塞納麾下作戰，后因违抗马塞纳被调离指挥。

### 俄罗斯到枫丹白露

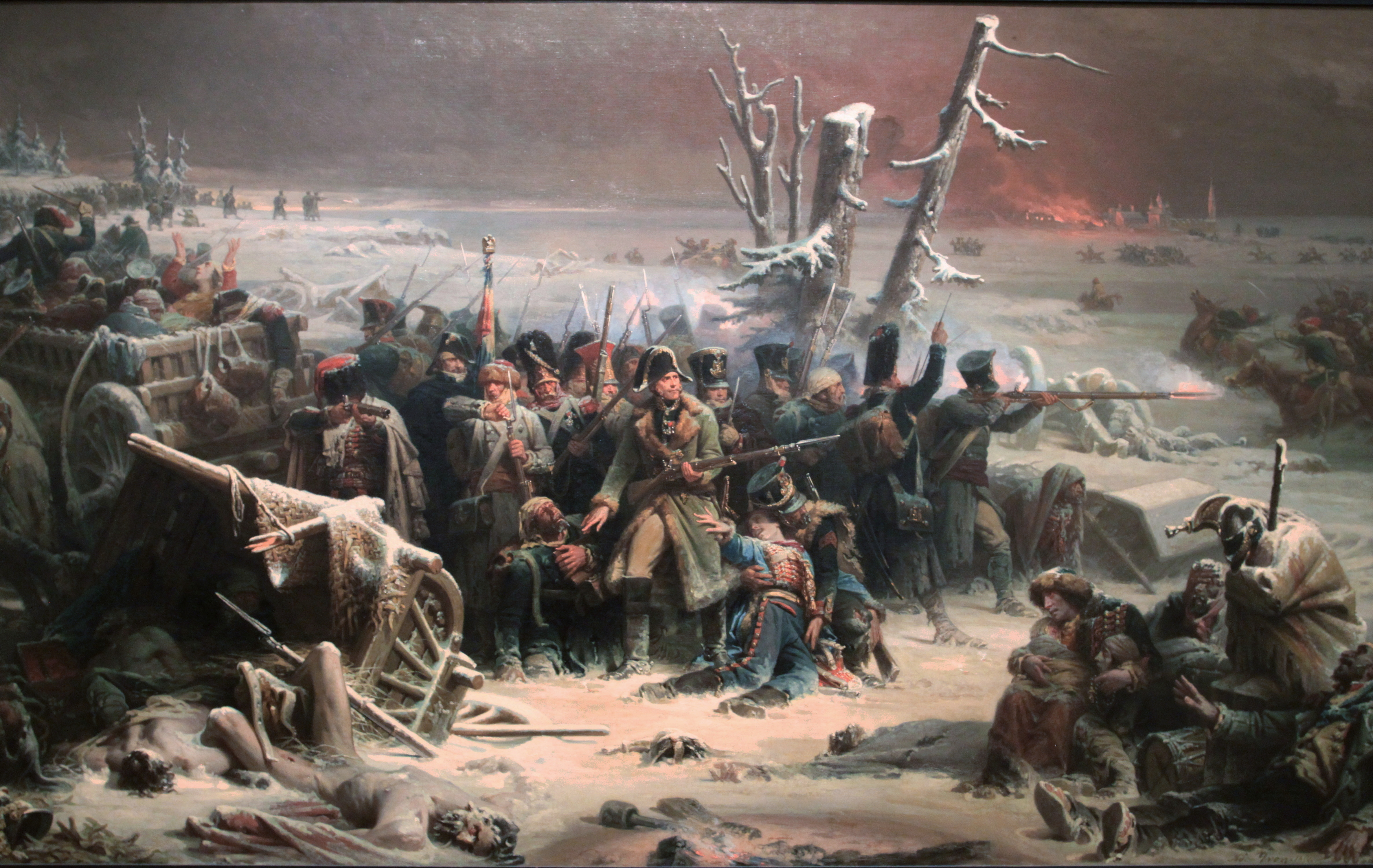
内伊在俄罗斯撤退期间

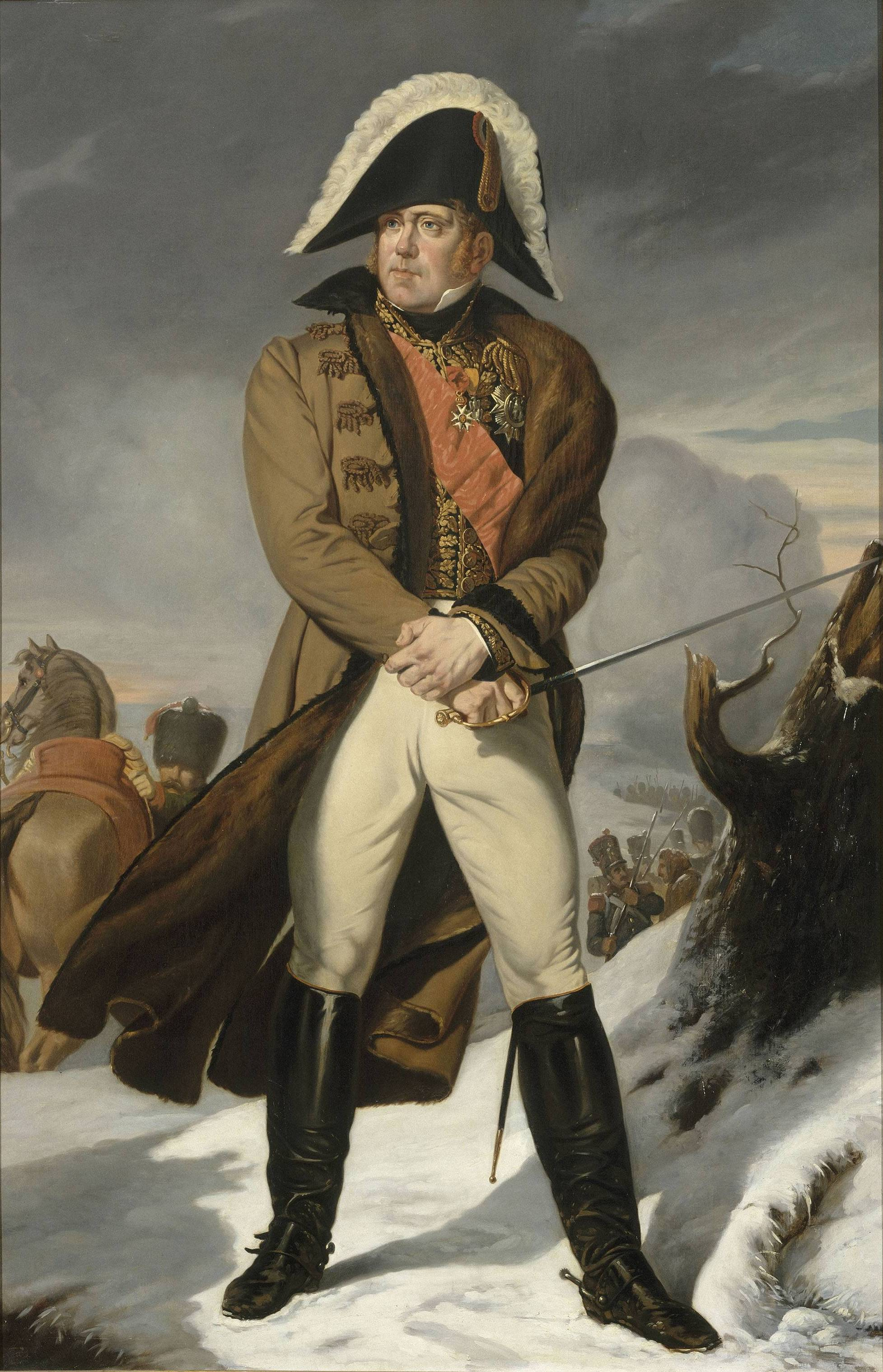
内伊据传是最后一个越过大桥和离开俄罗斯的法国人

1812年入侵俄罗斯期间，内伊担任大軍团（La Grande Armée）第三军团指挥官。征俄期間內伊總是身先士卒，在前線親自指揮進攻。在斯摩棱斯克時内伊颈部被打伤，在9月7日的博罗迪诺战役中，他和达武元帅一起指挥中央部队向俄軍防禦工事發起進攻。俄軍敗退後，拿破崙卻選擇保留實力，並未派出預備隊追擊，內伊氣得說道:“皇帝御駕親征究竟有什麼用處?既然他不會親自指揮戰鬥，那就讓他好好待在杜樂麗宮，放手讓底下的將軍做事吧!”這顯示了內伊直言不諱的一面。征俄之役後，內伊對拿破崙的敬意已蕩然無存，至此之後他只願為法國而戰。
法軍从莫斯科后撤（10月19-11月29日）期间，內伊奠定了其軍事功業。因達武被俄軍擊敗，改由內伊負責担任后卫力保拿破仑一世和主力军撤离。戰鬥中內伊從不畏嚴寒與疲倦，他激勵著部下堅持戰鬥。一名騎兵軍官事後回憶道:“即便在戰鬥最激烈的地方，內伊仍神情自若地向將領發號施令，指示他們該向何處進攻。他的眼神中帶有自信並鼓動著在場所有人的心，我不知該如何去形容他當下對我的激勵。”
當內伊的軍團於克拉斯內遭到俄軍包圍，與主力部隊失去聯繫時，內伊拒絕投降，並率領部眾穿越敵境，夜間度過結冰的第聶伯河，當士兵失足墜入冰冷的河中時，內伊親自將他們救起。被哥薩克騎兵包圍時，內伊的部隊僅剩800餘名士兵，他們組成方陣持續前進，最終突圍成功。內伊奇蹟似的突圍大大地鼓舞法軍低迷的士氣，拿破崙感嘆道:“軍隊中不乏勇者，但內伊無疑是勇者中的勇者!”
别列津纳河之战（Battle of Berezina）中，內伊在科夫诺保住重要桥梁，有传说认为内伊是最后一个越过大桥和离开俄罗斯的法国人，內伊英勇的後衛戰使法軍免於全軍覆沒的命運。1813年3月25日，内伊被拿破仑封为莫斯科亲王（Prince of the Moskowa），可是他拒绝了。
儘管內伊持續為拿破崙效命，但他與拿破崙以及參謀長貝爾蒂埃的關係持續緊張。1813年内伊参加吕岑會戰被打伤，在包岑會戰中指挥左翼军团，但接受軍令時出了差錯，未能給予聯軍致命一擊。內伊隨同參與了德勒斯登戰役。
在邓尼维茨戰役中，內伊作為指揮官的侷限性暴露無遺，他很快失去對戰局的控制，被貝爾納多特率領的北方軍團擊敗，但拿破崙仍持續讓他指揮北翼的軍團。在為期四天莱比锡战役中，內伊指揮北部戰區，堅守陣地直到肩膀受伤被迫返回法國。內伊於1814年復職，於保衛法国战役中指挥青年近卫军，並親自指揮刺刀衝鋒。

## 后拿破仑生涯
1814年4月4日他作为元帅们的代表，要求拿破仑退位。路易十八任命他为第六军区司令官兼贝萨坎总督，封为法国贵族，授予圣路易勋章。儘管內伊受到波旁王室的優待，他卻顯得悶悶不樂，因為這些復辟的貴族打從心底鄙視他與他的的家人。當內伊的妻子受到路易十八姪女瑪麗·泰蕾茲的侮辱而哭泣時，內伊怒道:“當我跟其他人在前線為法國奮戰時，你卻躲在英式花園享用茶點。”
1815年3月当听到拿破仑返回法国，内伊想展现他对路易十八的忠诚，开始组织力量，以阻止拿破仑，他还承诺把拿破仑活捉回来，用铁笼押回巴黎。拿破仑意识到内伊的计划，送一封劝降信给他，其中部分说“我将像在莫斯科的那天晚上接见你——拿破仑”。尽管内伊曾经向路易十八承诺过，但1815年3月18日他还是在欧塞尔（Auxerre）加入了拿破仑阵营。

## 百日王朝期间
1815年6月15日拿破仑任命内伊任北方军团的左翼指挥官，6月16日拿破仑的部队分成两个单独的左翼和右翼，分别同时进行两次战役，内伊在卡特布拉斯攻击威灵顿時顯得過於謹慎。而拿破仑在利尼攻击布吕歇尔元帅，6月18日的滑铁卢之战内伊任战场指挥，然而他過早的發起騎兵衝鋒鑄下了敗因，战鬥中他的坐骑换了五次，並親自率領帝國衛隊發起最後的衝鋒。儘管內伊表現的相當英勇，但他拙劣的指揮最终導致了战败。

## 处决

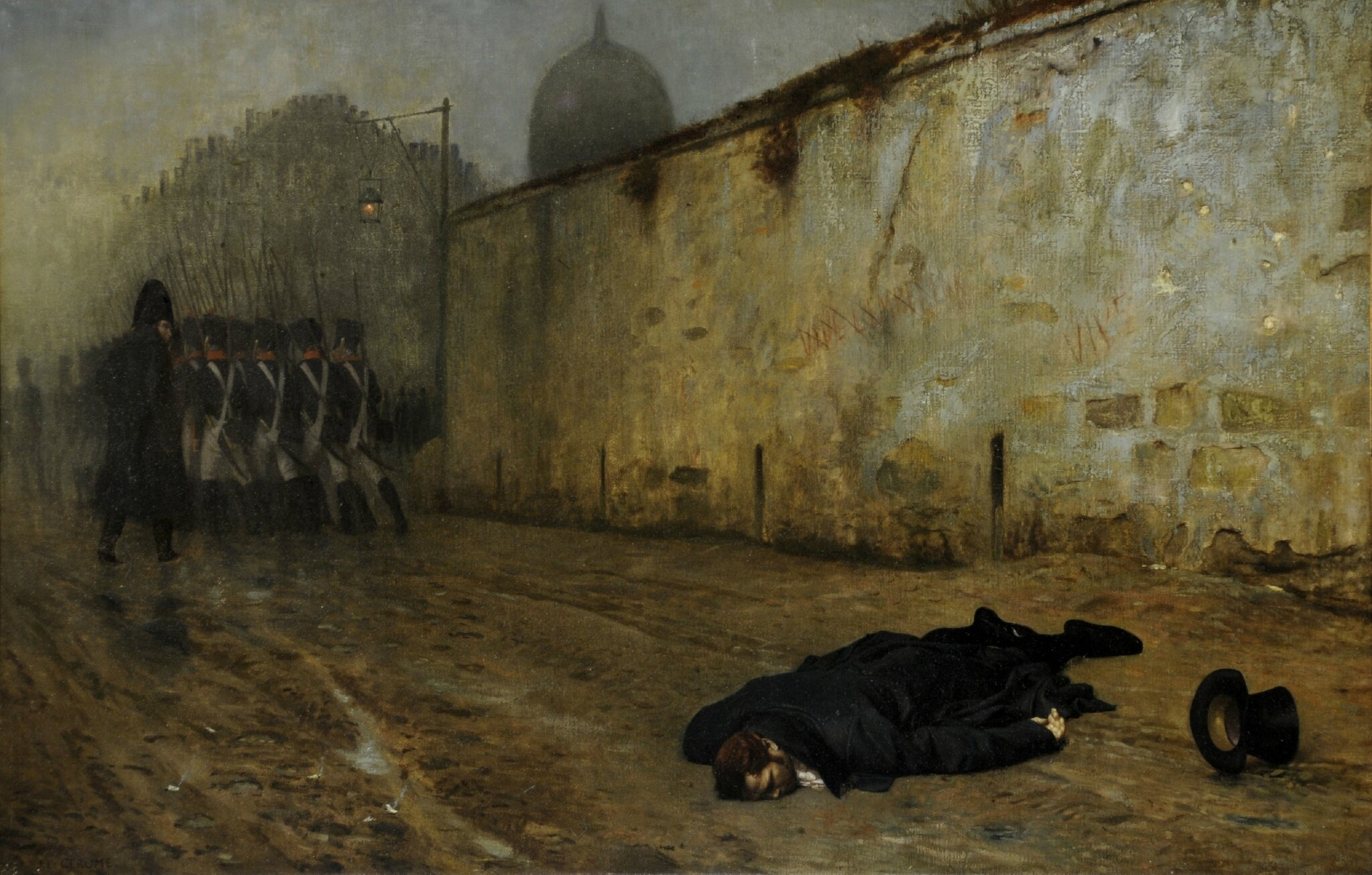
让-里奥·杰洛姆：《处决内伊元帅》，1868年

拿破仑战败后在1815年夏季第二次被废黜和流亡，內伊拒絕離開法國的機會。他於8月3日被波旁王朝逮捕，押送巴黎，在11月軍事法庭裁定它沒有管轄權後，案子被轉往貴族院。12月4日以叛国罪接受审讯。為挽救內伊的生命，他的律師安德烈·杜平宣佈內伊現在是普魯士人，法國法院不能以叛國罪判決（因为根据1815年的《巴黎條約》，普魯士已經吞併內伊的家鄉薩雷路易）。內伊打斷他的律师說：“Je suis Français et je resterai Français！” （我是法國人，我將繼續是法國人！）。當同僚被要求作出裁決時，有137人投票贊成死刑，17人讚成驅逐出境，5人棄權。只有一票，即德布羅意公爵投的票，认定内伊无罪。内伊最终在12月6日被判有罪。12月7日在巴黎卢森堡公园附近被處以行刑隊槍決，由於尊重他的功勳，他獲准由他自己下令開火。为元帅的尊严，他拒绝被蒙住眼睛，报道说：

“士兵们，当一听到我下令开火，就马上直射向我的心脏！等待我的命令，这将是我最后一次向你们下发命令。我抗议对我的判决！我为法兰西打過一百次仗，没有一次调转枪对着她…士兵们，开火！”